# Maude (serie de televisión)
Maude es una comedia de situación estadounidense emitida por la CBS del 12 de septiembre de 1972 al 23 de abril de 1978. Está protagonizada por Beatrice Arthur como Maude Finlay, una mujer de mediana edad, franca y políticamente liberal que vive en los suburbios de Tuckahoe, en el condado de Westchester, Nueva York, junto con su cuarto marido, Walter Findlay (Bill Macy), dueño de una tienda de electrodomésticos.
Maude abraza todos los principios de la liberación de la mujer, siempre vota al Partido Demócrata, apoya con firmeza la legalización del aborto, y aboga por los derechos civiles y la igualdad de género y raza. Sin embargo, su personalidad despótica y a veces dominante suele meterle en problemas cuando habla de esos temas.
La serie fue el primer spin off de All in the Family, en el que Beatrice Arthur había hecho dos apariciones como Maude, la prima de Edith Bunker. Como aquella, Maude era una comedia de situación de tramas tópicas creadas por el productor Norman Lear.

## Personajes

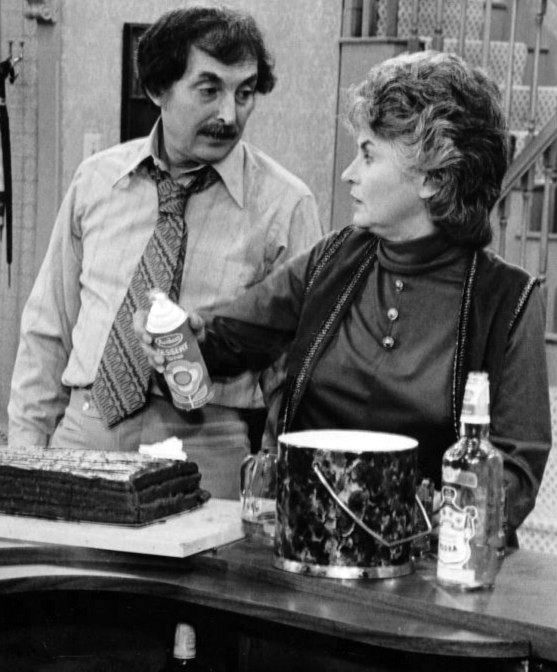
Bill Macy y Beatrice Arthur como Walter y Maude, protagonistas de la serie.

Maude Findlay apareció por primera vez en dos episodios de la segunda temporada de All in the Family. La primera aparición fue en diciembre de 1971, y la segunda en marzo de 1972, esta última para preparar el arranque de la nueva serie. Maude es la prima de Edith Bunker (Jean Stapleton), y se ha casado cuatro veces. Su primer marido, Barney, murió poco después de la boda. De los otros dos, Albert y Chester, se divorció. Albert nunca apareció en pantalla, aunque uno de los episodios trató sobre su muerte, y Chester sí aparecería interpretado por Martin Balsam. Su actual marido, Walter Findlay (Bill Macy), es el dueño de una tienda de electrodomésticos. Maude y Walter se conocieron justo antes de las elecciones presidenciales de 1968. Muchas de las discusiones que tiene la pareja las suele acabar Maude con una frase que se hizo icónica: "Dios te castigará por eso, Walter". La voz grave y rasgada de Maude también se utilizó como recurso cómico cuando ella hablaba por teléfono y ella decía: "No, no soy el señor Findlay, ¡Soy la señora Findlay! El señor Findlay tiene la voz mucho más aguda."
La hija de Maude procedente de su primer matrimonio, Carol Traynor (interpretada por Adrienne Barbeau) también está divorciada y tiene un hijo, como Maude. Carol y su hijo, Phillip (interpretado por Brian Morrison y después por Kraig Metzinger)), vive con los Findlays. Aunque está soltera, Carol mantiene su reputación de verse con muchos hombres, y tiene varias relaciones a lo largo de la serie. Como su madre, Carol es una mujer feminista liberal que no tiene miedo de decir lo que piensa, aunque a veces las dos choquen. Tras la cuarta temporada, con un cambio de horario y una bajada de audiencia, las apariciones del personaje se redujeron.
Los vecinos de los Findlays son el Doctor Arthur Harmon, interpretado por Conrad Bain, un sarcástico republicano que contrasta con Maude, y su dulce pero descerebrada segunda mujer Vivian, interpretada por Rue McClanahan, quien confirmó en una entrevista que Norman Lear se dirigió a ella durante el rodaje de un episodio de All in the Family para el papel, como reemplazo de última hora para Doris Roberts que era quien iba a interpretar originalmente el papel. Arthur es el mejor amigo de Walter desde que los dos lucharon juntos en la Segunda Guerra Mundial. Arthur fue el que unió a Walter y Maude, y la llama a ella cariñosamente "Maudie". Vivian es la mejor amiga de Maude desde que iban a la universidad. Al principio de la serie, Arthur está viudo, y Vivian está a punto de divorciarse. Comienzan a salir al principio de la segunda temporada y se casan al final de la temporada.
Durante toda la serie, Maude también tiene un ama de llaves. Al principio de la serie, los Findlay contratan a Florida Evans, una mujer de raza negra muy despierta que suele acabar riéndose a costa de Maude. Maude suele intentar continuamente demostrar de forma exagerada y torpe lo abierta y liberal que es, lo que hace que Florida esté a punto de abandonar el trabajo. A pesar del estatus de Florida como sirvienta, Maude le recalca que las dos son "iguales", e insiste en que Florida entre y salga de la casa por la puerta principal (a pesar de que a ella le viene mejor salir por la puerta de atrás). Interpretada por Esther Rolle, Florida se hizo tan popular que, en 1974, se convirtió en la estrella de su propia serie spin off, Good Times. En la historia de Maude, el marido de Florida, Henry, recibe un aumento de sueldo y ella se retira para dedicarse a tiempo completo a ser ama de casa y madre, marchándose a vivir de Nueva York, donde se ambienta Maude, a Chicago, donde se ambientó la nueva serie. 
Tras la marcha de Florida en 1974, la sucedió la Srta. Nell Naugatuck (Hermione Baddeley, una mujer británica mayor (y vulgar) que bebe demasiado y miente compulsivamente. A diferencia de Florida, es una criada que vive dentro de la casa. Conocerá y empezará a salir con Bert Beasley, un guarda de cementerio interpretado por J. Pat O'Malley, en 1975. Se casarán en 1977 y se irán a vivir a Irlanda para cuidar de la madre de Bert. La Srta. Naugatuck discutió también de forma cómica con Maude, aunque a diferencia de Florida, que solo se sentía momentáneamente frustrada por su jefa, Naugatuck muestra que detesta a Maude Findlay.
Más tarde, Maude contrata a Victoria Butterfield (Marlene Warfield, que se quedará hasta el final de la serie en 1978. Nunca fue tan popular como sus dos predecesoras, y ni siquiera apareció en los créditos como actriz regular.

## Historia de la serie
El personaje de Maude Findlay estaba inspirado libremente en la entonces esposa del creador de la serie. Apareció por primera vez en dos episodios de All in the Family como la prima de Edith Bunker. Una "Prima Maud", con un papel similar, también había aparecido en un episodio de Till Death Us Do Part, la serie británica en la que se basó All in the Family. Maude representaba todo lo que Archie Bunker no era: ella era liberal, feminista y de clase media-alta, mientras que Archie era conservador, machista y de clase obrera.

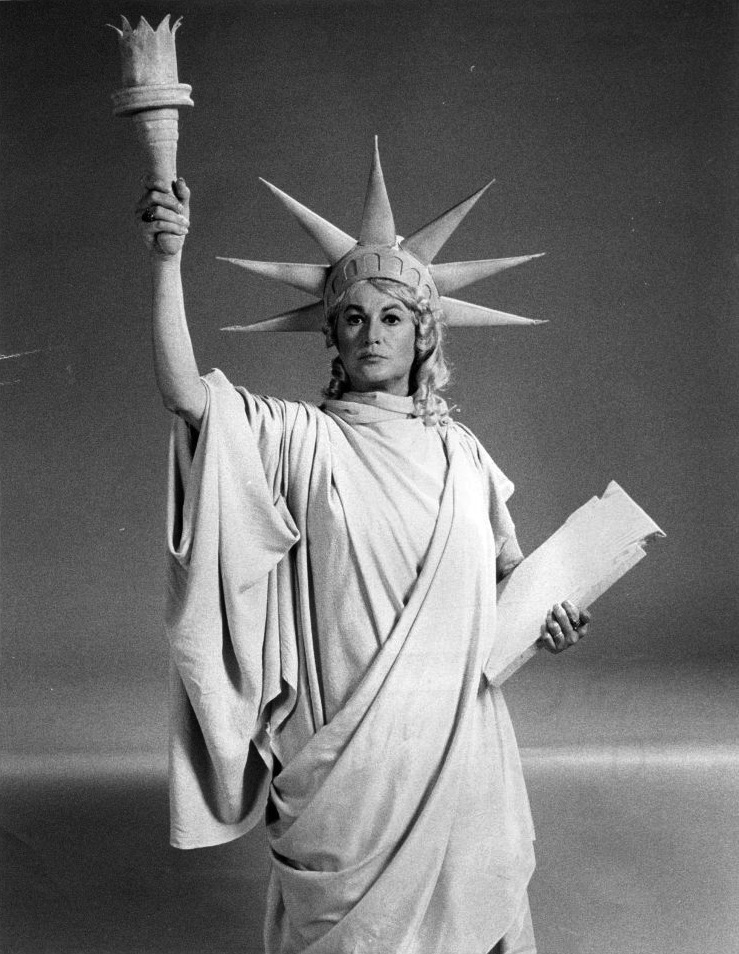
Maude como la Estatua de la Libertad

Las creencias políticas de Maude estaban más cerca a las del creador que las de Archie Bunker, pero la serie solía satirizar a Maude como una "liberal de limusina", y no mostraba sus creencias actitudes de una forma completamente clara. Justo antes del estreno de la serie en septiembre de 1972, TV Guide describió a Maude como "una caricatura del liberal idiota".
e knee-jerk liberal."
Aunque el programa se concibió como de comedia, los guiones también incorporaron un humor mucho más negro y momentos dramáticos. Maude tuvo un aborto en una trama emitida en noviembre de 1972, dos meses antes de la legalización del aborto en Estados Unidos, y los episodios en los que se trataba la situación son los más famosos y controvertidos de la serie. Maude, a los 47, se sintió consternada por un embarazo imprevisto. Su hija Carol le indicó que en Nueva York el aborto ya era legal. Tras un examen de conciencia (y varias discusiones con Walter, que acabó de acuerdo en que criar a un bebé en esa etapa de su vida no era lo que querían), Maude con lágrimas en los ojos decidió al final de la trama que el aborto era probablemente la mejor elección para su matrimonio. Tras darse cuenta de la controversia que levantó la historia, CBS decidió repetir los episodios de 1979, y miembros de la Iglesia reaccionaron mal ante la decisión. Al menos 30 emisoras de televisión adquirieron anticipadamente los episodios. La autora de la historia fue Susan Harris, que más tarde volvería a trabajar con Beatrice Arthur en The Golden Girls.
Los productores y guionistas de la serie trataron otras controversia. En un arco argumental iniciado en la temporada 1973-1974, Walter tocó fondo con su alcoholismo y tuvo un ataque de nervios. Al principio de la historia, Maude, Walter y Arthur disfrutan de una noche de fiesta. A la mañana siguiente, Maude entra en pánico cuando despierta y se encuentra a Arthur en su cama. Esto la alarmó tanto que los dos juraron dejar de beber por completo. Walter no pudo hacerlo, y se puso tan mal durante sus intentos de dejar la bebida que llegó a pegar a Maude. Después, sufrió un ataque de nervios a resultas de su alcoholismo y su remordimiento por este episodio de violencia doméstica. La historia, que se desarrolló en dos partes, fue controvertida para la serie, pero fue alabada por recalcar como el beber socialmente puede conducir al alcoholismo.
Según Nielsen, los niveles de audiencia de Maude fueron altos, especialmente en las primeras temporadas del programa (durante la edad de oro de las comedias de situación tópicas, cuya presencia contribuyó a crear), cuando habitualmente estaba entre los diez programas más vistos cada semana.

## Publicaciones en DVD

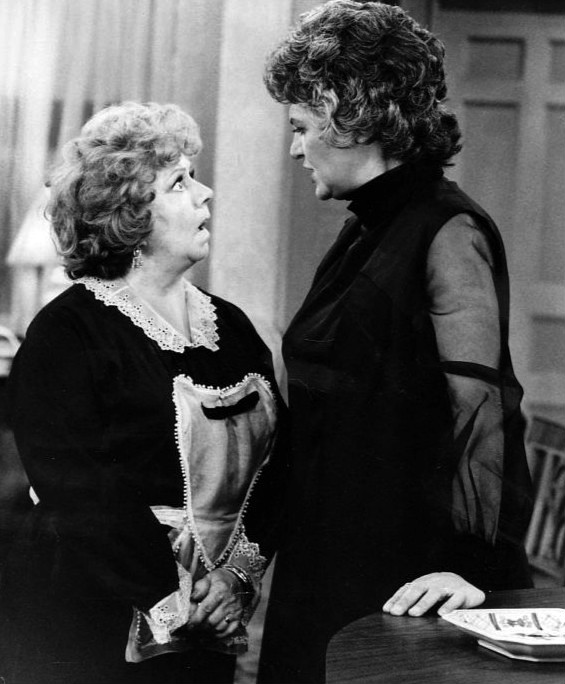
Maude y la Srta. Naugatuck

Sony Pictures Home Entertainment publicó la primera temporada de Maude en DVD en la región 1 el 20 de marzo de 2007. Esta publicación no se continuó y en la actualidad está descatalogada.
El 27 de agosto de 2013, Mill Creek Entertainment anunció que había adquirido los derechos de varias series del catálogo de Sony Pictures, incluyendo Maude. Así, publicaron la primera temporada en DVD el 3 de febrero de 2015.
El 2 de diciembre de 2014, se anunció que Shout! Factory había adquirido los derechos de la serie, y publicaron la serie completa en DVD el 17 de marzo de 2015. Entre los extras, se incluyó en esta publicación los dos episodios de All in the Family en los que se presentó a Maude, dos episodios nunca emitidos de Maude, y tres documentales que incluyeron entrevistas con Adrienne Barbeau y Bill Macy, junto con entrevistas de archivo con Beatrice Arthur, Rue McClanahan y el director de Maude, Hal Cooper.
En 2015, Shout! comenzó a publicar las temporadas individualmente. La segunda se publicó el 11 de agosto de 2015, y la tercera el 10 de noviembre de 2015. La cuarta temporada se publicó el 22 de marzo de 2016, la quinta el 14 de junio de 2016, y la sexta y última el 9 de agosto de 2016.

## Premios y nominaciones

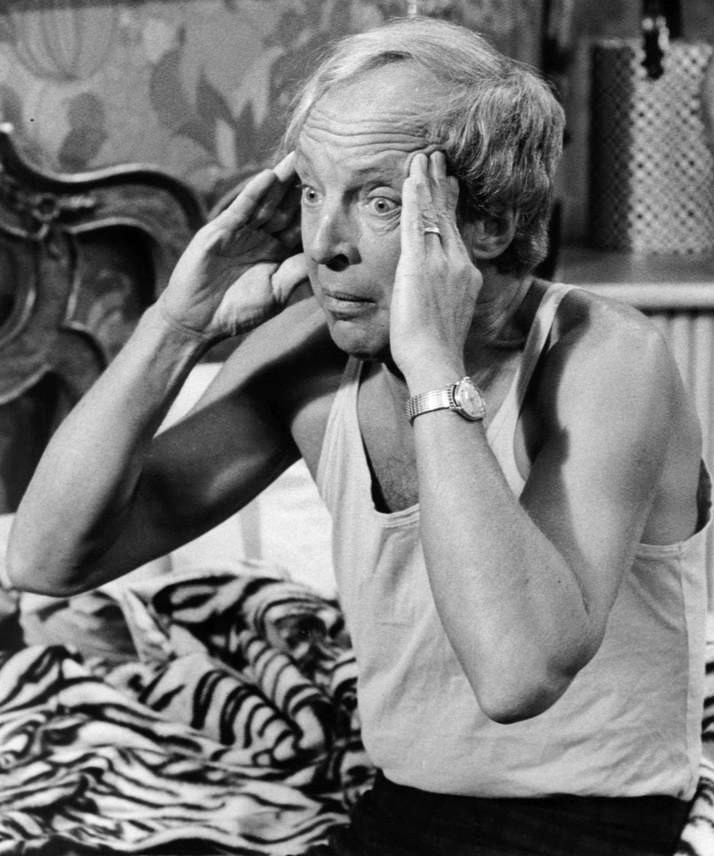
Conrad Bain como el Doctor Arthur Harmon.

Maude tuvo 7 nominaciones a los Globos de Oro y 12 nominaciones a los premios Emmy. De ellos, ganó un Globo de Oro y dos premios Emmy.

### Globos de oro
- 1973: Mejor serie de televisión en comedia o musical (nominación)
- 1973: Mejor actriz de televisión en comedia o musical: Bea Arthur (nominación)
- 1974: Mejor actriz de televisión en comedia o musical: Bea Arthur (nominación)
- 1975: Mejor serie de televisión en comedia o musical (nominación)
- 1976: Mejor actriz de televisión en Comedia o musical: Bea Arthur (nominación)
- 1976: Mejor actriz de reparto en televisión: Hermione Baddeley por la "Srta. Nell Naugatuck" (ganó)
- 1977: Mejor actriz de reparto en televisión: Adrienne Barbeau (nominación)
- 1978: Mejor actriz de televisión en comedia o musical: Bea Arthur (nominación)

### Premios Emmy
- 1973: Mejor actriz principal de comedia: Bea Arthur como "Maude Findlay" (ganó)
- 1973: Serie revelación: Norman Lear (productor ejecutivo) y Rod Parker (productor) (nominación)
- 1973: Mejor serie de comedia: Norman Lear (productor ejecutivo) y Rod Parker (productor) (nominación)
- 1974: Mejor actriz principal de comedia: Bea Arthur como "Maude Findlay" (nominación)
- 1976: Mejor guion de comedia: Jay Folb por el episodio The Analyst (nominación)
- 1976: Mejor dirección de comedia: Hal Cooper por el episodio The Analyst (nominación)
- 1976: Mejor actriz principal de comedia: Bea Arthur como "Maude Findlay" (nominación)
- 1977: Mejor actriz principal de comedia: Bea Arthur como "Maude Findlay" (ganó)
- 1977: Mejor dirección artística o escénica para una serie de comedia: Chuck Murawski (director artístico) por el episodio Walter's Crisis (nominación)
- 1978: Mejor dirección artística para una serie de comedia: Chuck Murawski (director artístico) por el episodio The Wake (nominación)
- 1978: Mejor dirección de serie de comedia: Hal Cooper (director) por el episodio Vivian's Decision (nominación)
- 1978: Mejor actriz principal de comedia: Bea Arthur como "Maude Findlay" (nominación)